# كاشوبيون
الكاشوبيون (الكاشوبية: Kaszëbi، البولندية: Kaszubi، الألمانية: Kaschuben الإنجليزية: Kashubians أو الإنجليزية: Kashubes) هم مجموعة عرقية سلافية غربية  توجد في منطقة بوميريليا Pomerelia في الوسط الشمالي من بولندا، كما تعرف المنطقة التي استقر فيها الكاشوبيون باسم كاشوبيا، وهم يتكلمون اللغة الكاشوبية، والتي تصنف على أنها لغة مستقلة وأحياناً على أنها لهجة من اللغة البولندية.
للكاشوبيين خصائص عرقية مشتركة مع البولنديين، كما أنهم يصنفون مع السلوفينسيون على أنهم من البوميرانيون، وذلك بشكل مشابه للتصنيف اللغوي، حيث أن اللغات الكاشوبية والسلوفينسية تصنف على أنها لغة بوميرانية، مع الأخذ بعين الاعتبار أن السلوفينسية أقرب صلة، وأنها يمكن أن تكون لهجة كاشوبية.

## اقرأ أيضاً
- كاشوبيا
- لغة كاشوبية